# Robin Hood no Dai Boken
Robin Hood no Daibōken (ロビンフッドの大冒険) is een Japanse animeserie, gebaseerd op de legende van Robin Hood. De serie telt 52 afleveringen, welke oorspronkelijk werden uitgezonden van 1990 tot 1992.
Opvallend aan de serie is dat veel van de hoofdpersonages, waaronder Robin zelf, worden neergezet als kinderen/tieners.

## Overzicht
Bij aanvang van de serie wordt Robins huis platgebrand op bevel van Lord Alwine, de Baron van Nottingham. Robin en zijn neven zoeken hun toevlucht in Sherwood Forest in de hoop aan vervolging te ontkomen. Ze komen hier een groep rovers tegen onder leiding van Kleine Jan. Daar ze een gemeenschappelijke vijand hebben in Lord Alwine, besluiten ze tegen hem samen te spannen.
Behalve Lord Alwine bevecht de groep ook de corrupte bisschop Herfort, die het voorzien heeft op de rijkdommen van Robins geliefde Marian Lancaster.

## Personages

### Protagonisten
- Robert Huntington (alias Robin Hood) – de erfgenaam van de adellijke familie Huntington, die nu door Lord Alwine tot een vogelvrijverklaarde is gemaakt. Hij en zijn neven vechten samen met Kleine Jans bende tegen Lord Alwine.
- Marian Lancaster – een afstammeling van de Lancasterfamilie, die geadopteerd dreigt te worden door bisschop Herfort zodat die haar familiefortuin kan overnemen.
- Wilfred (of Will) – Robins vriend.
- Broeder Tuck – een oude monnik die aan de rand van Sherwood Forest woont. Hij helpt Robin en zijn bende in het geheim.
- Kleine Jan – de leider van een groep rovers die net als Robin hun toevlucht hebben gezocht in Sherwood Forest.

### Antagonisten
De meeste antagonisten in de serie hebben maar tijdelijk de rol van schurk, maar sluiten zich later bij Robin en zijn bende aan.
- Lord Alwine – de baron van Nottingham. Hij is een tiran die de bevolking onderdrukt met hoge belastingen. Hij is gebaseerd op de sheriff van Nottingham. Hij maakt plannen om uiteindelijk het hele koninkrijk te veroveren.
- Bisschop Herfort – een hebzuchtige bisschop die koste wat het kost Marian Lancaster wil adopteren zodat hij haar familiefortuin kan overnemen. In tegenstelling tot Alwine komt hij tegen het eind van de serie tot inkeer en helpt Robin om Alwine’s plannen ter verijdelen.
- Gilbert – een ridder loyaal aan Lord Alwine. Hij heeft een persoonlijke vete tegen Robin omdat die hem een litteken heeft bezorgd in een gevecht.
- Cleo – Gilberts zus. Nadat haar broer om lijkt te komen door Robins toedoen, zweert ze wraak.
- Koning John – de koning van Engeland.
- Guy van Gisburne – een premiejager ingehuurd door Alwine.

## Afleveringen
1. "The Hero of the Woods is Born"
2. "Sherwood Forest is Full of Memories"
3. "The Fight Between Robert and Gilbert"
4. "Let's Build the Cottage in the Woods"
5. "Guy of Ghisborne, the Avenger, is in Town"
6. "Gentlemen Bandits"
7. "A Knight and His Doubts..."
8. "A Mad Run Towards Nottingham!"
9. "Could Yesterday's Enemies Be Today's Friends!?"
10. "An Impossible Adoption"
11. "Longing for the past, expecting and uncertain future"
12. "A great disguise for an infiltration in Nottingham Castle"
13. "An Adoption Happily Sent up in Smoke"
14. "The Sun Rises on a New Day"
15. "An Unexpected Return"
16. "Fog and Hurling Win, A Lethal Duel"
17. "Will Poison Be The Ultimate Farewell?"
18. "War to Evil: Tuck's Stubborn Battle"
19. "An Unexpected Arrival, Witchcraft in Sherwood"
20. "Revenge for a Humiliation"
21. "Welcome, O King of the Forest"
22. "Mount-rose's shanty is burnt down"
23. "Thunderstorm in Nottingham"
24. "The Girl in Black"
25. "Love and Hate in Sherwood Forest"
26. "Peace After the Storm"
27. "A Foundling in Sherwood Forest"
28. "The Flying Ship"
29. "The Cards Predict a Romantic Future"
30. "War to the Greedy Baron"
31. "The Bandits' Revenge"
32. "A Father for Barbara"
33. "The Return"
34. "The Fog of Revenge"
35. "The Good Old Times"
36. "The Mysterious Gamekeeper"
37. "Sherwood on Fire"
38. "The Treasury of the Woods"
39. "The General Reconciliation"
40. "An Evil Being"
41. "The Traitor of England"
42. "The Lake of Truth"
43. "The Decisive Battle"
44. "The Bad Luck Man"
45. "A Charming Outlaw"
46. "Big, the Unbeatable"
47. "Honest Looking Eyes"
48. "A Tragedy for the Sherwood Bandits"
49. "The Prince of the Woods"
50. "The Decision"
51. "The Crowning"
52. "The Immortal Boy"